# Richard Adolphus Musgrave
Richard Adolphus Musgrave (falecido em 21 de janeiro de 1841) foi um cónego de Windsor de 1828 a 1841.

## Carreira
Ele foi educado na Westminster School 1812 - 1818 e no Trinity College, Cambridge graduando-se LLB em 1829.
Ele foi nomeado:
- Curador em Crowell 1823
- Reitor de Compton Basset, Wiltshire 1825
- Reitor de Barnsley, Gloucestershire 1826 - 1841

Ele foi nomeado para a terceira bancada na Capela de São Jorge, Castelo de Windsor em 1828, posição que ocupou até 1841.